# 狩獵 (電影)
是2016年6月29日上映的一部韓國動作惊悚片，講述幾名獵人為獨占偶然發現的金礦而踏入禁地，結果捲入以性命作為賭注的追擊戰之中。

## 演員

### 主要演員
- 安聖基 飾演 文基成
- 趙震雄 飾演 朴東根／朴明根
- 韓藝里 飾演 金楊順
  - 楊瑞妍 饰演 幼年时期的杨顺
- 權律 飾演 明俊昊

### 其他演員
- 朴秉恩 飾演 郭忠弼
- 韓在永 飾演 金昌植
- 金胤成 飾演 孫基旭
- 趙大熙 飾演 李弼鎬
- 車順裴 飾演 崔炳順
- 芮秀貞 飾演 鍾鉉的母亲
- 陳善奎 飾演 金鍾鉉
- 沈宜英 飾演 李琴子
- 申東美 飾演 文貞淑
- 李相华 饰演 英洙大哥
- 許俊碩 飾演 金警長

### 特别出演
- 孫賢周 飾演 孫班長
- 李海榮 飾演 文大國

## 外部連結
- NAVER上《狩獵》的資料
- 韩国电影数据库（KMDb）上《狩獵》的資料
- 互联网电影数据库（IMDb）上《狩獵》的资料（英文）
- 豆瓣电影上《狩獵》的資料 （简体中文）
- Box Office Mojo上《狩獵》的资料（英文）